# 최진종
최진종(영어: Choi Jinjong, 1957년 7월 24일 ~ )은 대한민국의 전직 소방공무원이자 준정부기관인이다. 1957년 경기도 성남시에서 출생하여 조선대학교 부속고등학교를 졸업하였으며 대한민국 육군 하사로 제대하였다. 제3기 소방간부후보생으로 1983년 임관하여 보성소방서 서장, 경기도 소방재난본부 본부장, 제21대 중앙소방학교장, 제16대 한국소방산업기술원 원장을 역임했다.

## 생애
최진종은 대한민국의 소방공무원으로, 제11대 경기도 소방재난본부장을 역임하였다. 전라남도 곡성에서 출생하였으며, 1983년 소방간부후보생 제3기로 임용되어 소방직 공무원 생활을 시작하였다. 이후 전남대학교 행정대학원을 졸업하고, 미국 뉴욕주립대학교에서 재난관리행정학 석사 학위를, 전남대학교에서 행정학 박사 학위를 취득하였다.
중앙 119 구조대장으로 근무하던 시기에는 구조활동 표준절차를 제정하고, 중앙 119 구조대가 국제 탐색구조자문단(INSARAG)의 아시아·태평양 지역 지도 국가로 지정되는 과정에 참여하였다. 행정자치부 소방국 구조구급과장과 소방방재청 기획총괄과장 등 중앙부처에서 구조·구급 및 재난 관련 정책 업무를 담당하였으며, 국가 단위 재난대응 훈련을 기획하고 시행하는 업무를 수행하였다.
2007년 2월 14일 제11대 경기도 소방재난본부장으로 임명되었다. 본부장 재임 중에는 '119 기마순찰대'를 도입하여 소방차 길터주기 홍보, 산불 예방, 여름철 물놀이 안전 캠페인 등 대민 홍보활동을 실시하였다. 해당 순찰대는 말과 승마복장을 활용한 홍보 방식으로 주목을 받았으며, 도입 당시 전국 최초 사례로 보도되었다. 재임 기간 중 'Safety Innovation', 'Global Safety', 'Safety Well‑being' 등의 정책 방향을 내세웠으며, 이와 관련한 조직 내부 기조 변화 및 정책 설명을 병행하였다.
경기도 소방재난본부장 퇴임 이후에는 한국소방산업기술원 원장으로 취임하였다.

## 경력
- 1983년 2월 : 전라남도 광주서부소장, 광주소방 예방계장
- 1988년 1월 : 전라남도 여수소방서 과장, 여천소방서 소방과장
- 1992년 5월 : 전라남도 소방본부 장비계장, 구급계장
- 1995년 6월 : 전라남도 소방본부 방호과장
- 1995년 6월 : 보성소방서 서장
- 1999년 5월 : 중앙119구조대 대장
- 2003년 1월 : 행정자치부 구조구급과 과장
- 2004년 6월 : 소방방재청 기획총괄과 과장
- 2007년 2월 : 경기도 소방재난본부 본부장
- 2009년 1월 : 제21대 중앙소방학교 교장
- 2009년 11월 : 제16대 한국소방산업기술원 원장
- 2013년 3월 : 세명대학교 소방방재학과 교수

## 학력
- 1976년 : 조선대학교 부속고등학교
- 1991년 : 한국방송통신대학교 행정학 학사
- 1994년 : 전남대학교 대학원 정책학 석사
- 1997년 : 뉴욕시립대 존제이형사사법대학 대학원 방호조치학 석사
- 2001년 : 전남대학교 대학원 행정학 박사